# Critérium International 2006
Das 75. Critérium International fand vom 25. bis 26. März 2006 statt. Das Straßenradrennen wurde in drei Etappen über eine Distanz von 301,3 Kilometern ausgetragen.

## Etappen
| Etappe    | Tag      | Start – Ziel                                | km        | Etappensieger         | Führender   |
| --------- | -------- | ------------------------------------------- | --------- | --------------------- | ----------- |
| 1. Etappe | 25. März | Sedan – Charleville-Mézières                | 192       | Erik Dekker           | Erik Dekker |
| 2. Etappe | 26. März | Les Vieilles-Forges – Monthermé             | 101       | Ivan Basso            | Ivan Basso  |
| 3. Etappe | 26. März | Charleville-Mézières – Charleville-Mézières | 8,3 (EZF) | José Alberto Martinez | Ivan Basso  |